# Hermann Zimmer (Politiker, 1867)
Hermann Zimmer (* 8. Oktober 1867 in Ocklitz, Landkreis Breslau; † 22. April 1928 in Breslau) war ein deutscher Gewerkschafter und sozialdemokratischer Politiker. Zuletzt war er Oberpräsident der preußischen Provinz Niederschlesien.
Zimmer arbeitete als Schneidergeselle aber auch als Fahrstuhlführer, Lieferant, Lagerhalter und als Angestellter einer Krankenkasse. Von 1899 bis 1918 war Zimmer angestellter Gauleiter des Deutschen Transportarbeiterverbandes für Schlesien. Außerdem war er von 1907 bis 1914 Vorsitzender des gewerkschaftlichen Agitationskomitees für dieses Gebiet. In Breslau war Zimmer zwischen 1900 und 1906 Vertrauensmann der SPD. Außerdem war er seit 1914 Mitglied der Stadtverordnetenversammlung und Vorsitzender der Ortskrankenkasse für Kaufleute. Verschiedene Kandidaturen für den Reichstag scheiterten.
Während der Novemberrevolution war Zimmer Mitglied des Volksrates für Niederschlesien und Beauftragter dieses Rates beim Oberpräsidium in Breslau. Zwischen 1919 und 1920 war er Verwaltungsdirektor der AOK Breslau.
Anschließend war Zimmer bis zu seinem Tod Oberpräsident der Provinz Niederschlesien mit Sitz in Breslau.
Außerdem war Zimmer zwischen 1919 und 1921 Mitglied der verfassungsgebenden preußischen Landesversammlung.